# Melanterius confusus
Melanterius confusus – gatunek chrząszcza z rodziny ryjkowcowatych i podrodziny Molytinae.
Gatunek ten opisany został w 1913 roku przez Arthura Millsa Lea.
Chrząszcz o ciele długości 4,5 mm, ubarwionym czarniawobrązowo z ryjkiem, czułkami i stopami bladoczerwonymi. Spód ciała i odnóża z białawymi szczecinkami, wierzch natomiast prawie nagi. Głowa z umiarkowanej długości ryjkiem, za nasadą czułków zaopatrzonym w trzy żeberka oraz oczami rozdzielonymi głębokim dołkiem. Trzonek czułka nieco krótszy niż funiculus, osadzony w 2/5 długości ryjka, licząc od wierzchołka. Na przedpleczu drobne, ale wyraźne punktowanie. Pokrywy sercowate, o silnie zaokrąglonych bokach i ramionach. W silnie wgłębionych rzędach pokryw leżą pomarszczone punkty. Międzyrzędy gęsto punktowane, wyniesione listwowato w części środkowej, z wyjątkiem przyszwowego, który jest listwowaty tylko z tyłu. Ząbki na udach dość silne.
Ryjkowiec australijski, znany z Queensland.